# Ryszard Babalski

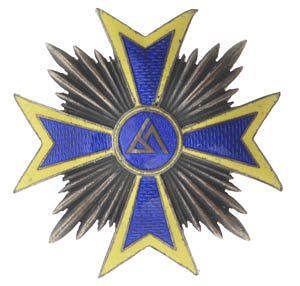
Odznaka Pamiątkowa 67. Pułku Piechoty

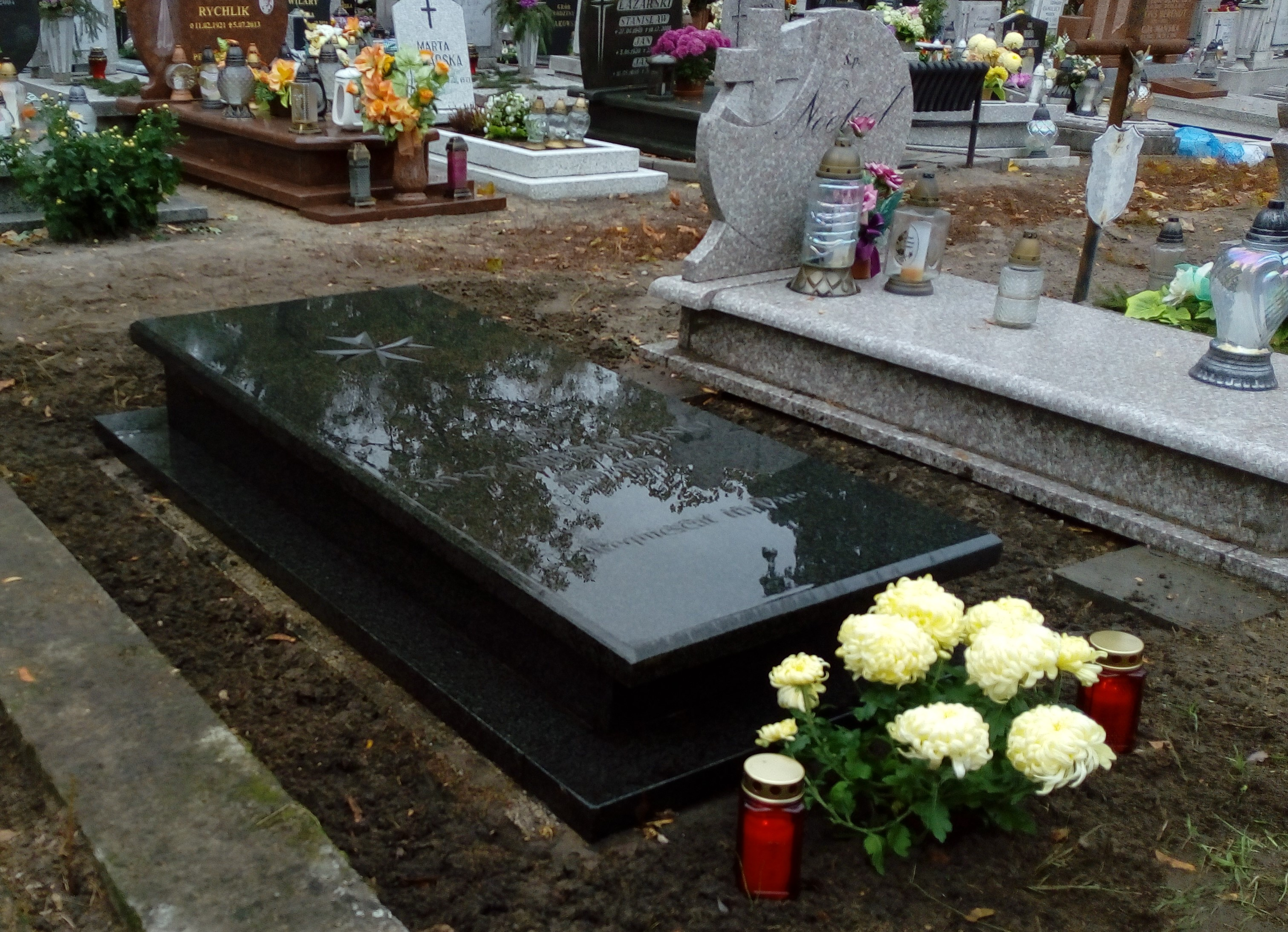
Grób Ryszarda Babalskiego na Cmentarzu Centralnym w Grudziądzu

Ryszard Babalski (ur. 14 kwietnia 1920 w Elgnowie, zm. 17 marca 1995 w Grudziądzu) – polski działacz społeczny, uczestnik wojny obronnej 1939.

## Życiorys
Urodził się w rodzinie Franciszka Babalskiego i Julianny z domu Kleinowska, jako ich czwarty syn. Przed wojną ukończył szkołę podstawową w Łąkorzu i zawodową (20 maja 1939 r. zdając egzamin czeladnicki) w Nowym Mieście Lubawskim. Członek Związku Strzeleckiego. Walczył w Wojnie Obronnej Polski, w 67. Pułku Piechoty, m.in. w obronie Przemyśla (14-15 września 1939). Przeszedł szlak: Rzeszów – Łańcut – Przeworsk – Jarosław – Przemyśl – Stryj – Węgry. Na Węgrzech, po internowaniu w Miszkolcu, udało mu się zbiec i powrócić do kraju w 1940 roku. 
Jego starsi bracia: Alfons, Konrad i Franciszek, brali udział w Wojnie Obronnej 1939, m.in. w Bitwie nad Bzurą. Wzięci do niewoli, trafili do obozów jenieckich w Nadrenii Północnej – Westfalii i Dolnej Saksonii oraz do obozu koncentracyjnego Stutthof. W związku z odmową podpisania listy kategorii III DVL, rodzice i młodsze rodzeństwo (Celestyn, Władysława Julianna) wysiedlono i skierowano do pracy przymusowej. Jego kuzyn, Klemens Babalski, został rozstrzelany przez Niemców 30 grudnia 1944 roku w Pokrzydowie. 
W marcu 1941 roku Ryszard Babalski za zaangażowanie w działalność przeciw III Rzeszy został aresztowany przez Gestapo w Iławie i przewieziony do więzienia w Grudziądzu, gdzie był przesłuchiwany i poddawany torturom. Po trzech miesiącach przewieziony do więzienia w Płocku, a następnie do Berlina (Justizvollzugsanstalt Tegel). W kwietniu 1943 roku przetransportowany do Obozu Pracy w Deutsch-Eylau.
Po wojnie, ze zrujnowanym zdrowiem, kontynuował kształcenie, m.in. zdał egzamin mistrzowski w Izbie Rzemieślniczej w Toruniu, oraz wrócił na rodzinne gospodarstwo rolne. Podczas pierwszego powojennego zebrania ludności gromady Łąkorz został wybrany do Rady Gminnej. Był trzecim powojennym sołtysem Łąkorza. Zaangażowany w działalność społeczną; od 1962 r. członek Związku Zawodowego Pracowników Kultury i Sztuki. 
Po 1965 roku, w związku ze stanem zdrowia, jako konsekwencją czasu wojny, wyłączył się z aktywności publicznej. Odmawiał przyjęcia jakichkolwiek medali i odznaczeń w PRL-u. Od lat 70 mieszkał w Łasinie. Zmarł 17 marca 1995 roku w Grudziądzu. 
Pochowany został na cmentarzu katolickim w Grudziądzu (grób: sektor 36 – rząd 16 – miejsce 23).